# Fælledpark

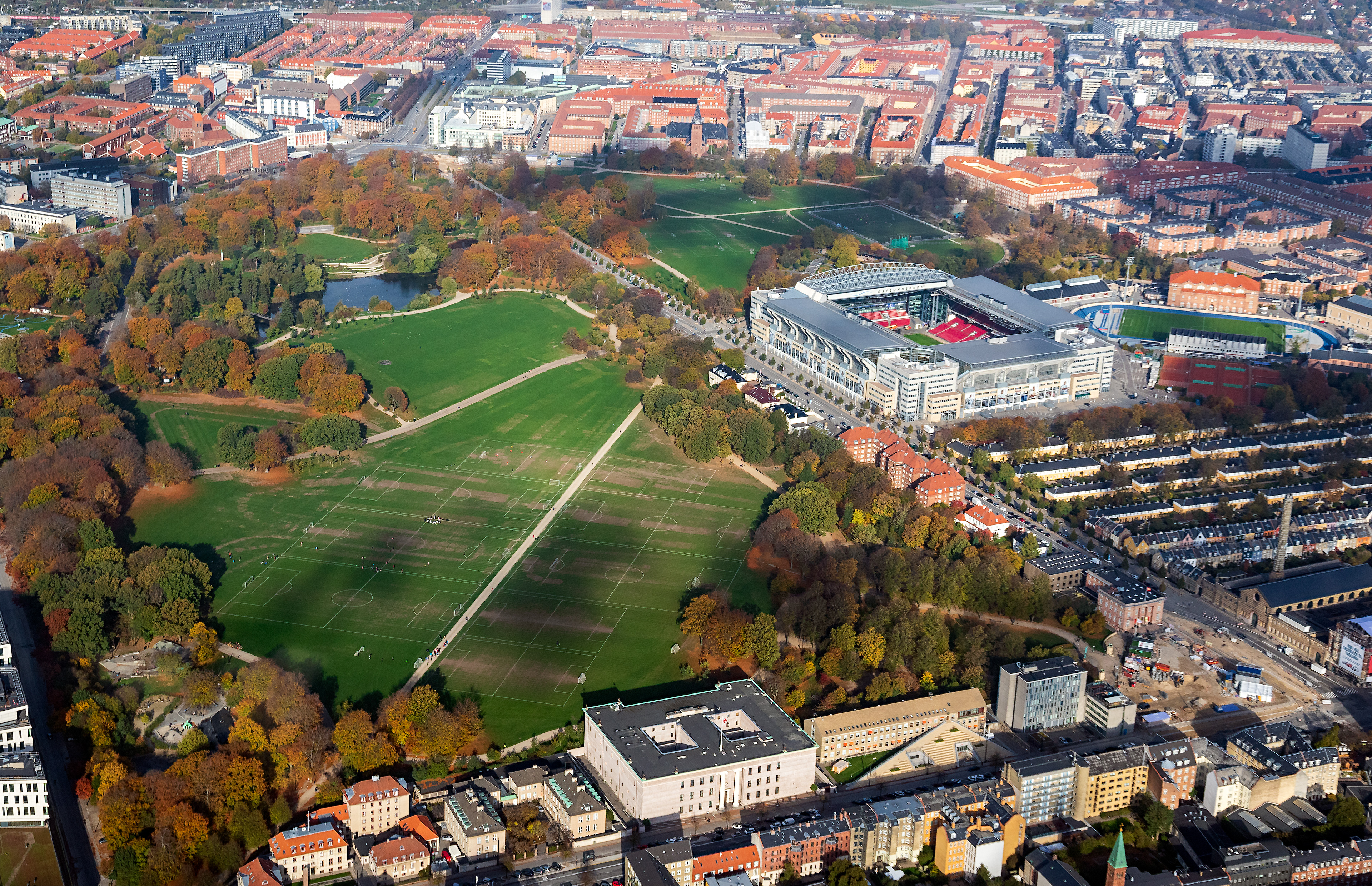
Fælledparken met het Parken Stadion in de rechterbovenhoek

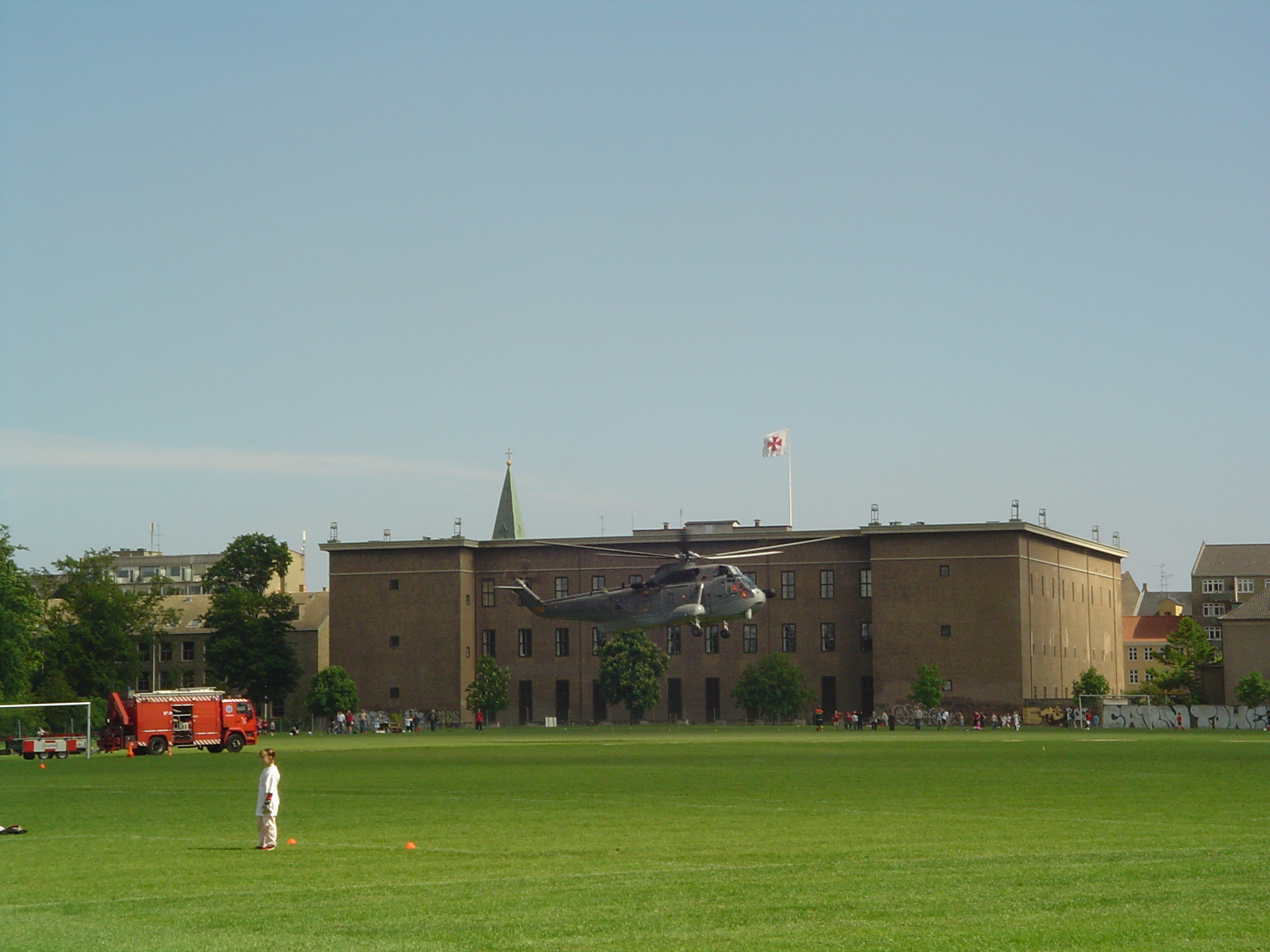
Een reddingshelikopter van de Deense luchtmacht vervoert een patiënt naar het Rigshospitalet. Het grote gebouw is het hoofdkwartier van de Deense vrijmetselaars

Fælledparken is een park in Kopenhagen in Denemarken. Het park werd tussen 1906 en 1914 ontworpen door landschapsarchitect Edvard Glæsel in samenwerking met de gemeente Kopenhagen op de voormalige commons (Deens: fælled) Nørrefælled en Østerfælled. In het park bevindt zich café Pavillonen.
Fælledparken wordt benut voor activiteiten zoals:
- Wandelen
- Zonnebaden
- Hardlopen
- Speeltuinen
- Voetbaltraining
- De Copenhagen Historic Grand Prix (autorace met oude auto's)
- Dag van de Arbeid-demonstratie, met toespraken van politici
- Concerten en vieringen zoals carnaval

Fælledparken ligt naast Parken, het nationaal stadion van Denemarken.
Het zuidelijk deel van Fælledparken werd ook gebruikt als landingsplaats voor reddingshelikopters om patiënten naar het nabijgelegen Rigshospitalet te vervoeren, tot dit ziekenhuis in 2006 een eigen helikopterplatform kreeg.

## Fælledparken Skatepark
In 2009 werd het oude Skatepark uit 1899 gerenoveerd en omgedoopt tot Fælledparken Skatepark.